# Gustavo de Simone
Gustavo Daniel de Simone Horn (Montevidéu, 23 de abril de 1948) é um ex-futebolista e treinador uruguaio que atuava como defensor.

## Carreira
Gustavo de Simone fez parte do elenco da Seleção Uruguaia de Futebol, na Copa do Mundo de  1974. 